# Jeff Blain il figlio del bandito
Jeff Blain il figlio del bandito (Outlaw's Son) è un film del 1957 diretto da Lesley Selander.
È un western statunitense con Dane Clark, Ben Cooper e Lori Nelson. È basato sul romanzo del 1955 Gambling Man di Clifton Adams.

## Produzione
Il film, diretto da Lesley Selander su una sceneggiatura di Richard Alan Simmons e un soggetto di Clifton Adams (autore del romanzo), fu prodotto da Howard W. Koch per la Schenck-Koch Productions e la Bel-Air Productions e girato nell'Andy Jauregui Ranch a Newhall, nell'Iverson Ranch a Chatsworth, nel Melody Ranch a Newhall, e nel Walker Ranch a Newhall, in California, dal 5 al 24 settembre 1956.

## Distribuzione
Il film fu distribuito con il titolo Outlaw's Son negli Stati Uniti nel luglio 1957 al cinema dalla United Artists.
Altre distribuzioni:
- in Finlandia il 27 giugno 1958 (Henkipaton poika)
- in Svezia il 27 ottobre 1958 (Den laglöses son)
- in Messico il 17 marzo 1962 (El hijo del proscrito)
- in Brasile (O Filho do Proscrito)
- in Grecia (To faraggi tis kataras)
- in Italia (Jeff Blain il figlio del bandito)

## Promozione
La tagline è: His guns could stop anything but a woman's lie!.